# ウルトラQ dark fantasy
『ウルトラQ dark fantasy』（ウルトラキュー ダークファンタジー）は、円谷プロダクションが制作した、特撮テレビドラマ。1966年に放送された『ウルトラQ』のリメイク作品である。

## 概要
2004年4月6日から同年9月28日までテレビ東京をキー局に放映された。その他、各地の地方局（主にテレビ朝日系列局）や専門チャンネルのアニマックスでも放映された。ウルトラシリーズ初の深夜放送であり、『ウルトラQ』では初の全編カラー&16:9レターボックス制作となる。
『Q』の新作製作は円谷映像（現円谷エンターテインメント）社長の円谷粲の発案によるもので、円谷粲が円谷映像で製作した『ウルトラQ ザ・ムービー 星の伝説』以来の悲願であった。企画は円谷プロダクション、テレビ東京、エイベックスなどからなる製作委員会方式で進められた。当初は『ウルトラQ The Midnight』というタイトルで、深夜放送を意識したホラーテイストの強い内容であった。
1話と16話を除き各話の繋がりがほとんどなく、原則として1話ごとに独立したオムニバスSFドラマとなっている。また、シリーズコンセプトとしては『Q』が怪獣モノとなる以前（『UNBALANCE』）に当初企画していた怪奇SFとしての面をクローズアップしており、全編を通してもいわゆる巨大怪獣はあまり登場せず（第1話と第16話のガラゴン、第8話のサビコング、最終話のレキューム人くらい）、等身大の怪人や怪物、あるいは幽霊や妖怪のようなものといったオカルトチックな存在が引き起こす超常現象を描いた話が主で、事件がほとんど解決せず謎のまま終わるラストが多い。
本作品以降のウルトラシリーズにレギュラー出演することとなる宍戸開、内山眞人、桐島優介、堀内正美らがそれぞれゲスト出演している。
監督には『ウルトラQ ザ・ムービー 星の伝説』の実相寺昭雄や『ザ・ムービー』の初期段階で参加予定であった金子修介などが参加している。シリーズ構成は『Q』を手掛けた上原正三が務めた。
円谷プロダクションから委託された円谷映像が制作をしていたが、後に円谷映像の企画料未払いなどの問題が起こっている（円谷エンターテインメント#訴訟参照のこと）。

## 登場人物
坂本 剛一（）
30歳。大衆誌・MINDの記者。いい加減な性格だが、天才的な閃きとジャーナリスト気質の持ち主で、編集長からも一目置かれている。大学時代は渡来教授のゼミに所属し、教授の弟子であった。好物はハンバーガー。冗談と考えられるが、当人曰く、これ（バーガー）がないと手が震えると答えている（18話より）。何かの事件に首を突っ込む際は、楠木同様、「渡来の助手」と言って無理やり関わることがある（26話）。
楠木 涼（）
25歳。フリーカメラマン。好奇心旺盛で、天真爛漫な性格。坂本がいない中で人類の存亡にかかわる大事件に巻き込まれることも少なくない（20、21話）。デジタルカメラよりも銀板フィルムのカメラに拘りを持つ。
渡来が修理したガラQを自宅に飼っており、携帯の待ち受け画像にしている。
渡来 角之進（）
54歳。帝都大学理工学部教授。つかみどころの無い独特な性格の人物。世界を滅ぼしかねない方程式を平然と授業で教えていることがある（23話より）。

## キャスト

### レギュラー・準レギュラー
- 坂本剛一：袴田吉彦
- 楠木涼：遠藤久美子
- 渡来角之進：草刈正雄
- ナレーション：佐野史郎

### ゲスト
※役名はクレジット表記およびDVDの解説による。
- 早紀（1,18）：五藤悠有菜
- 島田デスク（1,9,13）：日野陽仁
- 警備隊長：大滝明利（1）
- 松崎勝一郎：松澤仁晶（1）
- 松崎知子：尾上博美（1）
- 松崎勝：清水修二郎（1）
- 松崎理沙：中島玲奈（1）
- アナウンサー：牧里江子（1）
- 幼稚園の先生：田村直子（1）
- 宅配人：橋本賢治（1）
- 縁台の親父：加藤忠男（1）
- 隊員：小山裕達、辺見務（1）
- 機動隊員：田辺信彦、岩田栄慶（1）
- 女の子：崎山紗巳（1）
- 藤野加代子：宝生舞（2）
- 近所の主婦：手塚桃子（2）
- 医師：谷藤太（2）
- 警備員：永井博章（2）
- 教授：窪園純一（2）
- 山崎純：近藤芳正（3）
- 永井陽一郎：宍戸開（3）
- 望月孝志：菅原大吉（3）
- 山崎芳枝：水木薫（3）
- 白石明美：白石マル美（3）
- 山崎純（幼少期）：小池城太朗（3）
- レストランのお客：ノーマン・イングランド（3）
- 望月春彦：金子貴俊（4）
- パズルの女：三浦由佳（4）
- タクシー運転手：佐藤太三夫（4）
- 売店老婆：阿部光子（4）
- 桑原真奈美：渡辺典子（5）
- 米田：梨本謙次郎（5）
- 偽装刑事D1・村木：野口雅弘（5）
- 偽造刑事D2・副島：千葉誠樹（5）
- コメンテーター：鹿出俊之輔（5）
- 楽園の配達人：石橋けい（6）
- 工場主任：那波隆史（6）
- 清掃局員：江藤大我（6）
- 巽部長：佐野史郎（6）
- 巽喜代子：田京恵（6）
- 浮浪者：所博昭（6）
- オフィス担当者：田村三郎（6）
- 坂口理：野村宏伸（7）
- 綺亞羅：中村有沙（7）
- 田中正春：デビット伊東（7）
- バスター・カークランド：ジョセフ・デビット（7）
- 久我潔：武本尚司（7）
- コンビニ・バイト：堀越彰（7）
- 田中の部下の女：櫻井ゆか（7）
- 刑事：坂口進也、若林久弥（7）
- 警備員：檀臣幸（7）
- 警官：松井錦吾（7）
- 公園の刑事：岩瀬裕二、中田敦夫（7）
- 通報者：佐藤いっぷ（7）
- 警官：平田茂雄、森嶋将士、木川淳一（7）
- 異人：内田恵司、佐藤正行、長井克仁、黒川和明、阿川洋章（7）
- 鈴木徳助：なぎら健壱（8）
- ハル：清水由貴子（8）
- 鈴木健：くぼかんじ（8）
- 寿司屋の大将：城後光義（ゆーとぴあ ホープ）（8）
- おとよ：松美里杷（8）
- 大島浩子：さとう珠緒（9）
- コスモテレビショッピングの男 / コスモネット星人ヤマダ：エド山口（9）
- 植田誠：市村直樹（9）
- 井出：右田昌万（9,13）
- 智美：榛葉梨奈（9）
- 大島浩子（10代）：野口清香（9）
- 女子社員：及川仲、伊藤聖子、山下真希（9）
- 警備員：笹川功二（9）
- テレビショッピング司会者：ケン・シルバーバーグ（9）
- ジェンシー：シェリー・スウェニー（9）
- 勧誘の男：金子修介、高橋創（9）
- ヒタキ：上條誠（10）
- 医師：阿部渡（10）
- 玉木刑事：影丸茂樹（10,11,13,18）
- 大盛検視官：飯島大介（10）
- 橘麻衣：石川佳奈（11）
- 橘雪江：矢代朝子（11）
- 熊谷勝浩：内山眞人（11）
- 医者：浜近高徳（11）
- 不動産屋：山田敦彦（11）
- 客の夫：猪又太一（11）
- 客の妻：相場奏子（11）
- 保険会社の女性：酒井由美子（11）
- 陸上指導：半田恵理（11）
- 顧問：望月明広（11）
- 私服女性：岡田茜（11）
- 女子高生：坂東美佳、向井伊希子（11）
- 骨董店店番：坂本真（11）
- 山野薫：田中美奈子（12）
- 山野洋平：池田恭祐（12）
- マツボン：野上清信（12）
- ウツギ星人：諏訪太郎（12）
- 商店主：斉藤弘勝（12）
- 会社員：押火淳（12）
- 主婦：奥山弥生（12）
- 警官：加藤智明（12）
- 洋平の兄：中川景四（12）
- 赤いレインコートの女の子：小池絵麗奈（12）
- 子供になった剛一：鍋倉萌杜（12）
- 亜乃留：斉藤麻衣（13）
- 亜乃留の母：藤井佳代子（13）
- レポーター：湯田美由紀（13）
- 理容師：石母田史朗（13）
- バレー教師：岡田朋美（13）
- 仕立て屋：根岸光正（13）
- 刑事：はりもとかおり（13）
- 露店の女：ANAN（13）
- 鏡の番人ヴァーノ：永井正浩（13）
- 御厨李里依 / リリー：山田夏海（14）
- 御厨園子：鈴木早智子（14）
- 松下：水上竜士（14）
- 児童施設の女性医師：須部浩美（14）
- 初老の警備員：松永英晃（14）
- 中年婦人：鈴木淑恵（14）
- 初老の運転手：浜幸一郎（14）
- 雑貨店店主：兎本有紀（14）
- 御厨真人：福田荘吉（14）
- 岡田哲夫：寺島進（15）
- 茶髪：山崎裕太（15）
- 岡田奈津子：寺田千穂（15）
- 岡田真美：小泉奈々（15）
- 医者：野崎海太郎（15）
- 警備員：二家本辰巳（15）
- 老紳士：池田常雄（15）
- 面接官：中村太一（15）
- ルリ子 / セミ女：松本智代美（16）
- 佐藤：うえだ峻（16）
- 富子：東出典子（16）
- 係官：阪本良介（万城目）、堀岡真（16）
- 警官：亀井俊彦（16）
- 若林：堺雅人（17）
- 小町：長澤奈央（17）
- じっちゃん：奥村公延（17）
- 富士子所長：大島蓉子（17）
- 早瀬：白井圭太（17）
- 宮田：谷津勲（17）
- 客：新冨重夫、恵有一（17）
- 若者（来々軒）：黒部弘康（17）
- 中沢：青沼神対馬（17）
- 敏江：彩世侑希（17）
- ULUZ社員：足立学（17）
- 若者：福蔦徹、内ヶ崎ツトム、岩本淳也、三元雅芸、西村明彦、鈴木正樹（17）
- 半田広昭：渡辺いっけい（18）
- しおり / 庄野麻子 / 金髪少年：山田麻衣子（18）
- 黒木医師：平山知実（18）
- ホームレスの男：安西一義（18）
- パソコンオタクの男性：大下源一郎（18）
- オタク男性の母親：深沢エミ（18）
- OL風の女性：椿朝美（18）
- 女子高生：和田百代、山野綾香（18）
- 線路沿いの男：水戸ひねき（18）
- 矢島忠 / 矢島茂雄：高橋一生（19）
- 少女：柊瑠美（19）
- 矢島静枝：原知佐子（19）
- 矢島尚人：タケ・ウケタ（19）
- 山瀬由美子：高橋かおり（20）
- 川野耕平：桐島優介（20）
- 清水厚子：高橋弥生（20）
- 大久保広敏：小野了（20）
- 山崎陽子：戸村麻衣子（20）
- 研究員：足立龍弥（20）
- 新田恵理子：川渕真由美（20）
- 男：加藤善宗（20）
- 魔性の月の女神ヘカテ：久野真紀子（21）
- 執事風の大男 / 第一惑星人：三上レイ（21）
- 秘書風の女 / 第二惑星人：宮下今日子（21）
- 太った男 / 第四惑星人：加賀谷圭（21）
- 痩せた男 / 第五惑星人：柿澤隆史（21）
- 屈強な男 / 第六惑星人：沢田統要（21）
- 機敏な女 / 第七惑星人：岩崎光里（21）
- 金谷ハナエ / カネゴンヌの声：宮内彩花（22）
- 金谷雄太：我修院達也（22）
- 金谷陽子：斉藤とも子（22）
- 金谷ジュン：嘉陽愛子（22）
- 京子：瓜田あすみ（22）
- 晶：田村真依奈（22）
- ヒロミ：枚田菜々子（22）
- 骨董店主：松田章[注釈 3]（22）
- 占い師：滝本ゆに[注釈 4]（22）
- 乙村そら：前田愛（23）
- 吉安光雄：小西大樹（23）
- マスター：中村良平（23）
- おばさん：沢柳迪子（23）
- そらの母：田辺歩（23）
- そらの父：志賀麻登佳（23）
- 職員：八神徳幸、増田敦（23）
- 教師：遠山美枝（23）
- 乙村そら（少女時代）：山上真歩（23）
- 友人：倉澤薫、黒田陽子、鈴木聡子（23）
- 吉安光雄（少年時代）：鎌田雄太郎（23）
- 喫茶店アリスの猫：シュレディンガー（23）
- 門野美彦：堀内正美（24）
- 真柄：寺田農（24）
- 京子：大家由祐子（24）
- 雛：ミニヨン（24）
- 仙童平馬：橋爪淳（25）
- 酒井勝人：嶋田久作（25）
- 長南年恵：渡辺梓（25）
- 矢野祐子：小川はるみ（25）
- 後藤美姫：林真里花（25）
- 日下部四郎：佐野史郎（25）
- 笹山：相島一之（26）
- 野沢：中山夢歩（26）
- 作中に登場するマンガの作者：大森倖三（26）

### 声の出演
- ガラQ：中川亜紀子（1、16）
- 森尾トモアキ（2）
- 小金澤篤子（2）
- 電話：中西俊彦（2）
- ウニトローダ：高戸靖広（8）
- ジェンシー：茂呂田かおる（9）
- 金髪少年：皆川純子（18）
- TVキャスター：佐々木瑶子（22）
- アナウンサー：村山明（22）
- 天気予報士：関根正明（22）
- 雛：原知佐子（24）

### スーツアクター
- ガラゴン：横尾和則
- 福田佳弘
- サビコング：横尾和則
- 柄澤功
- カネゴンヌ：高津房代
- レキューム人：相馬絢也

### その他
- リリー吹替：坂本友子（14）
- 小町吹替：太田智美（17）
- しおり吹替：新井いづみ（18）

## スタッフ
- 企画：圓谷昌弘
- 制作統括：円谷粲
- シリーズ構成：上原正三
- 監督：八木毅、服部光則、金子修介、北浦嗣巳、原田昌樹、鶴田法男、高橋巖、清水厚、実相寺昭雄
- 脚本：上原正三、武井彩、林民夫、広田光毅、高橋洋、村井さだゆき、小中千昭、篠原高志、太田愛、清水信宜、右田昌万、高木登 、小林雄次、岡野ゆうき、藤川桂介、山田正弘
- 撮影：岡雅一
- 照明：額田賢一
- 美術：内田哲也
- テーマ音楽：宮内國郎
- 音楽：多田彰文
- ベース指導（第7話）：松島憲昭、磯部英貴
- VFXスーパーバイザー：鹿角剛
- 絵コンテ：酉澤安施
- 怪獣メンテナンス：宮川秀男、福井康之
- サブタイトルデザイン：佐藤さい子
- 大道具：東宝ビルト
- 技術協力：東通
- ラインプロデューサー：安西智、笠倉隆、鈴木政信
- アソシエイトプロデューサー：吉野裕史、湯下滋央、山岡信貴
- プロデューサー：表有希子、今井朝幸、鈴木祐治
- エグゼクティブプロデューサー：長澤隆之
- 製作：滝山雅夫（ソニー・ピクチャーズエンタテインメント）、福井政文（IMAGICAエンタテインメント）
- 制作協力：円谷エンターテインメント[注釈 5]、アニマックスブロードキャスト・ジャパン
- 制作：円谷プロダクション
- 製作著作：エイベックス、ソニー・ピクチャーズエンタテインメント、IMAGICAエンタテインメント

## 主題歌
エンディングテーマ
「夕方に咲く花」（1 - 13話）
作詞：kayoko / 作曲：kayoko & 神郡健 / 編曲：建部聡志 / 歌：kayoko
「つぼみ」（14話 - 26話）
作詞：金築卓也、前田知巳 / 作曲：菊池一仁 / 編曲：菊池一仁、中野雄太 / 歌：ブレス

## 放映リスト
※登場怪獣についてはウルトラQ dark fantasyの登場怪獣を参照。
| 話数   | 放送日        | サブタイトル                                    | 登場怪獣・宇宙人・その他                             | 脚本              | 監督       | 視聴率 |
| ------ | ------------- | ----------------------------------------------- | ---------------------------------------------------- | ----------------- | ---------- | ------ |
| 第1話  | 2004年 4月6日 | 踊るガラゴン                                    | ガラQ 隕石怪獣ガラゴン                               | 上原正三          | 八木毅     | 2.0%   |
| 第2話  | 4月13日       | らくがき                                        | 落書き宇宙人ジラフ星人                               | 武井彩            | 服部光則   | 1.8%   |
| 第3話  | 4月20日       | あなた誰ですか?                                 | リビングブレイン                                     | 林民夫            | 金子修介   | 2.0%   |
| 第4話  | 4月27日       | パズルの女                                      | パズルの女                                           | 広田光毅          | 北浦嗣巳   | 1.9%   |
| 第5話  | 5月4日        | ヒエロニムスの下僕（しもべ）                    | ヒエロニムスマシン 偽装刑事D1&D2                     | 高橋洋            | 八木毅     | 1.5%   |
| 第6話  | 5月11日       | 楽園行き                                        | ネズミ捕り 東京地空間清掃ロボット TGS-55楽園の配達人 | 村井さだゆき      | 服部光則   | 1.2%   |
| 第7話  | 5月18日       | 綺亞羅                                          | 綺亞羅異人                                           | 小中千昭          | 金子修介   | 1.6%   |
| 第8話  | 5月25日       | ウニトローダの恩返し                            | スシ大好き遊星人ウニトローダ 宇宙怪獣サビコング      | 上原正三          | 北浦嗣巳   | 1.3%   |
| 第9話  | 6月1日        | 午前2時の誘惑                                   | コスモネット星人ヤマダ                               | 篠原高志          | 原田昌樹   | 2.1%   |
| 第10話 | 6月8日        | 送り火                                          | 送り火 赤目                                          | 太田愛            | 原田昌樹   | 1.3%   |
| 第11話 | 6月15日       | トーテムの眼                                    | 三つ目のトーテムポール                               | 清水信宜 右田昌万 | 北浦嗣巳   | 2.0%   |
| 第12話 | 6月22日       | 夢見る石                                        | 隕石 ウツギ星人                                      | 太田愛            | 鶴田法男   | 2.1%   |
| 第13話 | 6月29日       | 影の侵略者                                      | 亜乃留 入れ替わり 鏡の番人ヴァーノ                   | 太田愛            | 原田昌樹   | 2.0%   |
| 第14話 | 7月6日        | 李里依とリリー                                  | アイソレーションタンク リリー                        | 高木登            | 鶴田法男   | 1.2%   |
| 第15話 | 7月13日       | 光る舟                                          | 老紳士 光る船                                        | 太田愛            | 原田昌樹   | 2.9%   |
| 第16話 | 7月13日       | ガラQの大逆襲                                   | 隕石怪獣ガラゴン二号 ガラQ 遊星人セミ女              | 上原正三          | 服部光則   | 1.2%   |
| 第17話 | 7月20日       | 小町                                            | 小町                                                 | 上原正三          | 八木毅     | 2.9%   |
| 第18話 | 7月27日       | 後ろの正面                                      | 金髪少年                                             | 武井彩            | 服部光則   | 1.4%   |
| 第19話 | 8月3日        | レンズ越しの恋                                  | 時空越えカメラ                                       | 小林雄次          | 服部光則   | 2.0%   |
| 第20話 | 8月10日       | 密やかな終幕                                    | ゲノム新人類                                         | 岡野ゆうき        | 高橋巖     | 2.1%   |
| 第21話 | 8月17日       | 夜霧よ、今夜も…                                 | 月の魔人ヘカテ 太陽系住人代表                        | 藤川桂介          | 八木毅     | 1.8%   |
| 第22話 | 8月24日       | カネゴンヌの光る径（みち）                      | コイン怪獣カネゴンヌ                                 | 山田正弘          | 清水厚     | 2.7%   |
| 第23話 | 8月31日       | 右365度の世界 〜ALICE in the 365 degree world〜 | OZマシン                                             | 村井さだゆき      | 八木毅     | 2.2%   |
| 第24話 | 9月14日       | ヒトガタ                                        | 雛                                                   | 小中千昭          | 実相寺昭雄 | 1.5%   |
| 第25話 | 9月21日       | 闇                                              | 異なもの                                             | 小中千昭          | 実相寺昭雄 | 1.2%   |
| 第26話 | 9月28日       | 虚無の扉                                        | 電波怪人レキューム人                                 | 小林雄次          | 高橋巖     | 1.8%   |

## 放送局
| 放送地域   | 放送局         | 放送期間                      | 放送曜日および放送時間 | 放送系列                                                      |
| ---------- | -------------- | ----------------------------- | ---------------------- | ------------------------------------------------------------- |
| 関東広域圏 | テレビ東京     | 2004年4月6日 - 9月28日        | 火曜 25:00 - 25:30     | テレビ東京系列                                                |
| 大阪府     | テレビ大阪     | 2004年4月10日 -               | 土曜 26:40 - 27:10     | テレビ東京系列                                                |
| 愛知県     | テレビ愛知     | 2004年4月7日 -                | 水曜 26:28 - 26:58     | テレビ東京系列                                                |
| 北海道     | テレビ北海道   | 2004年8月19日 - 2005年2月10日 | 木曜 25:00 - 25:30     | テレビ東京系列                                                |
| 青森県     | 青森朝日放送   |                               | 木曜 25:46 - 26:16     | テレビ朝日系列                                                |
| 宮城県     | 東日本放送     |                               | 月曜 26:16 - 26:46     | テレビ朝日系列                                                |
| 福島県     | 福島放送       |                               | 水曜 25:55 - 26:25     | テレビ朝日系列                                                |
| 静岡県     | 静岡第一テレビ |                               | 月曜 25:40 - 26:10     | 日本テレビ系列                                                |
| 徳島県     | 四国放送       |                               | 火曜 24:40 - 25:10     | 日本テレビ系列                                                |
| 山口県     | 山口朝日放送   |                               | 日曜 26:02 - 26:32     | テレビ朝日系列                                                |
| 大分県     | 大分朝日放送   |                               | 火曜 26:10 - 26:40     | テレビ朝日系列                                                |
| 全国放送   | アニマックス   | 2004年4月17日 -               | 土曜 24:30 - 25:00     | スカイパーフェクTV! スカイパーフェクTV!110 ケーブルテレビなど |

## メディア展開
- 漫画版（作：大森倖三）
  - 特撮エースNo.003より連載。坂本が登場せず、代わりに独自の設定として渡来の孫が登場。また、渡来の容姿が『ウルトラQ』の一の谷博士を思わせるような容姿に描かれている。
  - 「踊るガラゴン」「ウニトローダの恩返し」「楽園行き」「ヒトガタ」「虚無の扉」「カネゴンヌの光る径」「トーテムの眼」「送り火」を漫画化したが、単行本の刊行が1巻でストップしたために「虚無の扉」以降の作品は単行本未収録である。
- 小説版（作：梅津裕一／岩佐まもる／長谷敏司／相坂きいろ）
  - 角川ホラー文庫刊。「らくがき」「ウニトローダの恩返し」「楽園行き」「送り火」の四編を別々の作家により小説化。

## 映像ソフト化
- 2話収録、全13巻で発売された。また、第1話と第22話はモノクロバージョンも販売された。